# Lp (Unix)
Az lp parancsot számos Unix-támogató rendszerben kiírásra használnak. A neve a"lineprinter" rövidítéséből ered. Eredetileg a System V printing system részeként jelent meg, és sok ideig szolgált a SysV és a Berkeley Software Distribution rendszerek közötti alapkőnek.
- lp(1) a UNIX V rendszer standard parancsa.
- A Common Unix Printing System, melyet a Linux és Mac OS X és más rendszerek is használnak, az lp parancsot elsődlegesen feladat kiosztásra használ.
- A hivatalos Line Printer Daemon protocol nem definiálja az lp parancsot.  Helyette az lpr parancsot használja.
- Az LPRng projektben az lp parancs, mint az lpr parancs egy töredéke jelenik meg.